# لاسینا ترائوره (بازیکن فوتبال، زاده ۲۰۰۱)
لاسینا ترائوره (انگلیسی: Lassina Traoré؛ زادهٔ ۱۲ ژانویهٔ ۲۰۰۱) بازیکن فوتبال اهل بورکینافاسو است.
از باشگاه‌هایی که در آن بازی کرده است می‌توان به باشگاه فوتبال آژاکس آمستردام اشاره کرد.
وی همچنین در تیم ملی فوتبال بورکینافاسو بازی کرده است.